# Aéroport de Bamenda
L’aéroport de Bamenda (code IATA : BPC • code OACI : FKKV) est situé dans la région du Nord-Ouest du Cameroun. Il a été en partie rénové en 2010 afin d'accueillir le cinquantenaire de l'armée camerounaise.

## Situation
| \| 100 km1:12 607 000 \| Garoua Maroua Ngaoundéré Yaoundé-Ville Yaoundé-Nsimalen Douala Bamenda Bafoussam Ngola Koutaba Kika Mvomeka'a |
| 100 km1:12 607 000 |

## Compagnie aérienne et destinations
| Compagnies | Destinations             |
| ---------- | ------------------------ |
| Camair-Co  | Douala, Yaoundé-Nsimalen |

Edité le 16/10/2023